# Андрей (альбом)
«Андрей» — восьмой студийный альбом российского музыканта Дельфина, вышел 9 декабря 2014 года, в ноябре 2015 года переиздан. Одновременно с альбомом Дельфин выпустил книгу своих стихов.

## Об альбоме
20 ноября 2014 года, за несколько недель до выхода нового альбома, в издательстве «Livebook» вышла книга стихов Дельфина. Это первый печатный сборник стихотворений музыканта. Сборник не имеет названия, но подписан настоящим именем — Андрей Лысиков. Чуть позже, 9 декабря, был презентован и новый альбом под названием «Андрей». Живая презентация альбома состоялась 15 февраля 2015 года в Санкт-Петербурге в ДК Ленсовета и 28 февраля в Москве в Crocus City Hall.
Новый альбом представляет собой тринадцать стихотворных текстов положенных на музыку. В новых песнях нет привычной сетки «куплет-припев». По словам музыканта это сделано из-за того, что обычно при сочинении текста под музыку нужно идти на компромиссы связанные с мелодией, потому что строка должна укладываться в размер ритмического рисунка. На этом альбоме такого ограничения нет, поэтому здесь акцент сделан на тексты. В одном из интервью Дельфин назвал новые песни «аудио-фильмами», которые можно смотреть где и когда угодно закрыв глаза.
Всё последнее время группа состояла из двух человек, непосредственно Дельфина и гитариста Павла Додонова. При записи же этой пластинки в группе появился новый участник, барабанщик Сергей Говорун из группы «Мои ракеты вверх», а сам Дельфин теперь встал за клавишные. Также было решено не делать при записи никаких наложений. Все записанные треки сыграны тремя музыкантами без привлечения кого бы то ни было ещё, то есть всегда звучат одни барабаны, одна гитара и одни клавишные. При этом из ударной установки были убраны тарелки и хэты, чтобы они не оттеняли на себя внимание.
В плане содержания все тексты о внутренних чувствах и личных переживаниях Андрея. Исключение песня «Сажа», она о войне и была навеяна последними событиями. В альбом вошли исключительно новые тексты, все они были написаны за последний год. В создании обложки принимал участие испанский стрит-арт-художник Пабло Эрреро (исп. Pablo S. Herrero). На песню «Надя» был снят видеоклип, идея видео принадлежит режиссёру Павлу Руминову.
13 ноября 2015 года альбом был переиздан. Композиции подверглись новому мастерингу. Например в песню «Искра» был добавлен саксофон (играет Денис Транский). Также были добавлены и две новые песни — «2030» и «Ахматова». «Что касается первого трека, то с этого трека всё и началось, он был записан самым первым, но в силу субъективных причин, которые слушатель поймет, послушав этот трек, он в пластинку не вошёл. Сейчас прошло время, и я думаю, что уместно поместить его в этот альбом», сказал музыкант. На песню «Ахматова» был снят видеоклип, режиссёр Иван Степанов, главную роль в видео сыграла актриса Виктория Сицкая.

## Список композиций
1. Листья — 05:26
2. Девять — 04:25
3. Двое — 03:09
4. Обман — 05:08
5. [] — 04:00
6. Слышишь — 05:45
7. Забудь — 02:07
8. Надя — 05:20
9. Сажа — 03:51
10. Дальше — 04:02
11. Запись — 03:18
12. Искра — 04:32
13. Земля — 04:07
14. 2030 — 04:04 (бонус-трек переиздания)
15. Ахматова — 03:26 (бонус-трек переиздания)

## Участники записи
- Дельфин (Андрей Лысиков) — вокал, клавишные
- Павел Додонов — гитара
- Сергей Говорун — ударные
- Денис Транский — саксофон (на переиздании)
- Константин Познеков — звукоинженер
- Пабло Эрреро — дизайн обложки
- Андрей Старков — звукорежиссёр

## Критика
Критики отмечают минималистичность нового альбома. Журнал «Афиша» назвал альбом «аудиокнигой» — «это сеанс психоанализа наедине с самим собой, и обстановка тут соответствующе лаконичная: ничего лишнего, только спорадические электрические шумы в сердце да неровно бьющийся пульс». «Альбом о мучительном обретении утраченных корней и врастании в родную почву», так описывает пластинку сайт KM.RU. Другие рецензенты в свою очередь размышляли: можно ли всё же эти песни отнести к поэзии? Обозреватель «Российской газеты» думает скептически, называя тексты «шатким нагромождением фраз и ненужной заумью». В «Новом взгляде» также отмечают, что «эти песни найдут своих поклонников, но по сути не имеют отношения к поэзии».

### Видеоклипы
- Надя (9 декабря 2014)
- Ахматова (13 ноября 2015)